# Elemund gepida király
Elemund (? – 546) a gepidák főkirálya 546 előtt, az Ardariking-dinasztiából.
535 körül a pannoniai longobárdokkal szövetkezett, leánya, Osthrogotho Wacho longobárd király harmadik felesége lett. 536 után beavatkozott a bizánci–osztrogót háborúba, megszállta Pannonia Secundát és Sirmiumot, s ezzel megrontotta a bizánci–gepida viszonyt. 539-ben szövetségre lépett I. Theudebert frank királlyal Bizánc ellen. Támadásukat összehangolták, Theudebert a bizánci Venetiára támadt, míg Elemund átkelt a Dunán, véres csatában leverte a Calluc vezette thraciai bizánci sereget, majd megszállta Sirmiumot, Moesia Prima és Dacia Ripensis északi részeit, egészen az Utus folyóig. A gepida hatalom ekkor terjeszkedett ki még élő római provinciák területére. Megtorlásul I. Iustinianus felbontotta az évszázados gepida szövetséget és beszüntette a subsidium fizetését. Elemund halálával (546) a korábbi gepida dinasztia megbukott, fiát, Ostrogotha/Ustrigothost elűzték.